# Cónclave (película de 2024)
Cónclave es una película británica-estadounidense del 2024, de suspenso psicológico, dirigida por Edward Berger y escrita por Peter Straughan, basada en la novela homónima de Robert Harris, publicada en el 2016.
El elenco principal está conformado por Ralph Fiennes, Stanley Tucci, John Lithgow, Lucian Msamati, Carlos Diehz, Sergio Castellitto, Isabella Rossellini y Carlos Diehz.
Se estrenó en los Estados Unidos el 25 de octubre del 2024, bajo la distribución de Focus Features, y en el Reino Unido el 29 de noviembre del mismo año, a través de Black Bear UK.
Recibió comentarios muy positivos de los críticos, con elogios por las actuaciones, la dirección, el guion y la cinematografía, y recaudó 127,4 millones de dólares en todo el mundo. 
Fue nombrada una de las diez mejores películas del 2024 por la National Board of Review y el American Film Institute. Entre otros galardones, recibió nominaciones a seis Globos de Oro, incluida «mejor película dramática», y empató con Wicked con once nominaciones líderes en los 30.º Critics' Choice Award, incluida «mejor película». Además, recibió el premio a mejor película de los Bafta 2025.

## Argumento
Después de la muerte del papa a consecuencia de un ataque cardíaco, el colegio cardenalicio, bajo el liderazgo del cardenal decano Thomas Lawrence, se reúne en cónclave para elegir a su sucesor. Los cuatro candidatos principales son el italiano Aldo Bellini (un progresista en la línea del difunto papa), el nigeriano Joshua Adeyemi (un conservador social), el canadiense Joseph Tremblay (un conservador convencional) y el italiano Goffredo Tedesco (un tradicionalista reaccionario).
El día antes del cónclave, Janusz Woźniak, el prefecto de la Casa Pontificia, afirma que el difunto papa exigió la dimisión de Tremblay la noche de su muerte, algo que Tremblay niega enérgicamente, y Bellini deja claro que su posición es impedir que Tedesco se convierta en papa.
El Colegio Cardenalicio, mientras tanto, se sorprende con la llegada a última hora de Vincent Benítez, que un año antes había sido nombrado in pectore (en secreto) cardenal y arzobispo de Kabul (Afganistán).
Lawrence pronuncia la homilía de la misa de inauguración del cónclave animando al Colegio a abrazar la duda y la incertidumbre, que algunos interpretan como una declaración de sus ambiciones papales. En la primera votación, ningún candidato se acerca a la mayoría requerida de dos tercios; Adeyemi tiene una ligera ventaja, mientras que Bellini y Lawrence dividen el voto progresista. Los progresistas se consolidan detrás de Adeyemi para disgusto de Bellini, que desprecia la homofobia de Adeyemi. A medida que Adeyemi gana impulso, el asistente de Lawrence (Raymond O’Malley) descubre que Benítez era cercano al difunto papa, quien pagó el billete de avión de Benítez a Suiza para una cita médica que luego fue cancelada.
Tras la tercera votación, la hermana Shanumi, una monja nigeriana, causa revuelo al enfrentarse a Adeyemi en el refectorio de los cardenales. Más tarde le confiesa a Lawrence que ella y Adeyemi tuvieron una relación ilícita, que dio como resultado el nacimiento de un hijo que ella dio en adopción. Aunque Lawrence tiene el deber de guardar el secreto, una campaña de rumores hace descarrilar la candidatura de Adeyemi. Bellini transfiere su apoyo a Tremblay para bloquear a Tedesco.
La hermana Agnes (Isabella Rossellini), la jefa de las monjas responsables del alojamiento de los cardenales, informa a Lawrence que Tremblay había dispuesto que Shanumi fuese trasladada al Vaticano. Tremblay lo confirma, pero afirma que lo hizo a petición del papa y que no sabía de la conexión de Shanumi con Adeyemi. Lawrence irrumpe en las dependencias del papa y descubre documentos que muestran que Tremblay sobornó a los cardenales para obtener votos. Bellini insta a Lawrence a quemar los documentos para evitar la protesta pública por la corrupción de la Iglesia, lo que hace que Lawrence se dé cuenta de que Bellini también aceptó un soborno. Lawrence y Agnes revelan las acciones de Tremblay a los cardenales, destruyendo así la candidatura de Tremblay. Tedesco y Lawrence se convierten en los únicos candidatos principales restantes, aunque Benítez ha ganado apoyo de manera constante, para continua sorpresa de Lawrence.
Finalmente en la sexta votación, mientras Lawrence emite su voto a regañadientes, un ataque terrorista en Roma mata a muchas personas que se encuentran afuera de la multitud y daña una ventana de la Capilla Sixtina, lo que hace entonces que Tedesco se enoje de la debilidad de la Iglesia desde el Concilio Vaticano II, afirmando que es necesario dejar de ser ingenuo y conciliador con los musulmanes, a quienes considera animales sedientos de sangre; en ese momento el cardenal Benítez toma la palabra para invocar su experiencia pastoral en lugares difíciles, alejados del remanso de paz de Europa y afirma que la violencia no puede ser la solución a la violencia. Conmovidos por el último discurso, finalmente los cardenales acaban eligiendo en la séptima votación a Benítez, quien adopta el nombre papal de Inocencio XIV.
En los últimos minutos de la película, Benítez confiesa al cardenal Lawrence que es intersexual, una condición conocida y aceptada por el anterior papa. Lawrence decide proteger este secreto y encuentra una renovada fe en la Iglesia.
La película concluye con una nota de esperanza, sugiriendo una apertura hacia una Iglesia más inclusiva.

## Elenco
- Ralph Fiennes como el cardenal decano, Thomas Lawrence
- Stanley Tucci como el cardenal Aldo Bellini
- John Lithgow como el cardenal camarlengo, Joseph Tremblay
- Isabella Rossellini como la hermana Agnes
- Lucian Msamati como el cardenal Joshua Adeyemi
- Carlos Diehz como el cardenal Vincent BenítezRalph Fiennes, Isabella Rossellini y Stanley Tucci, en el Festival de Cine de Londres, en 2024.

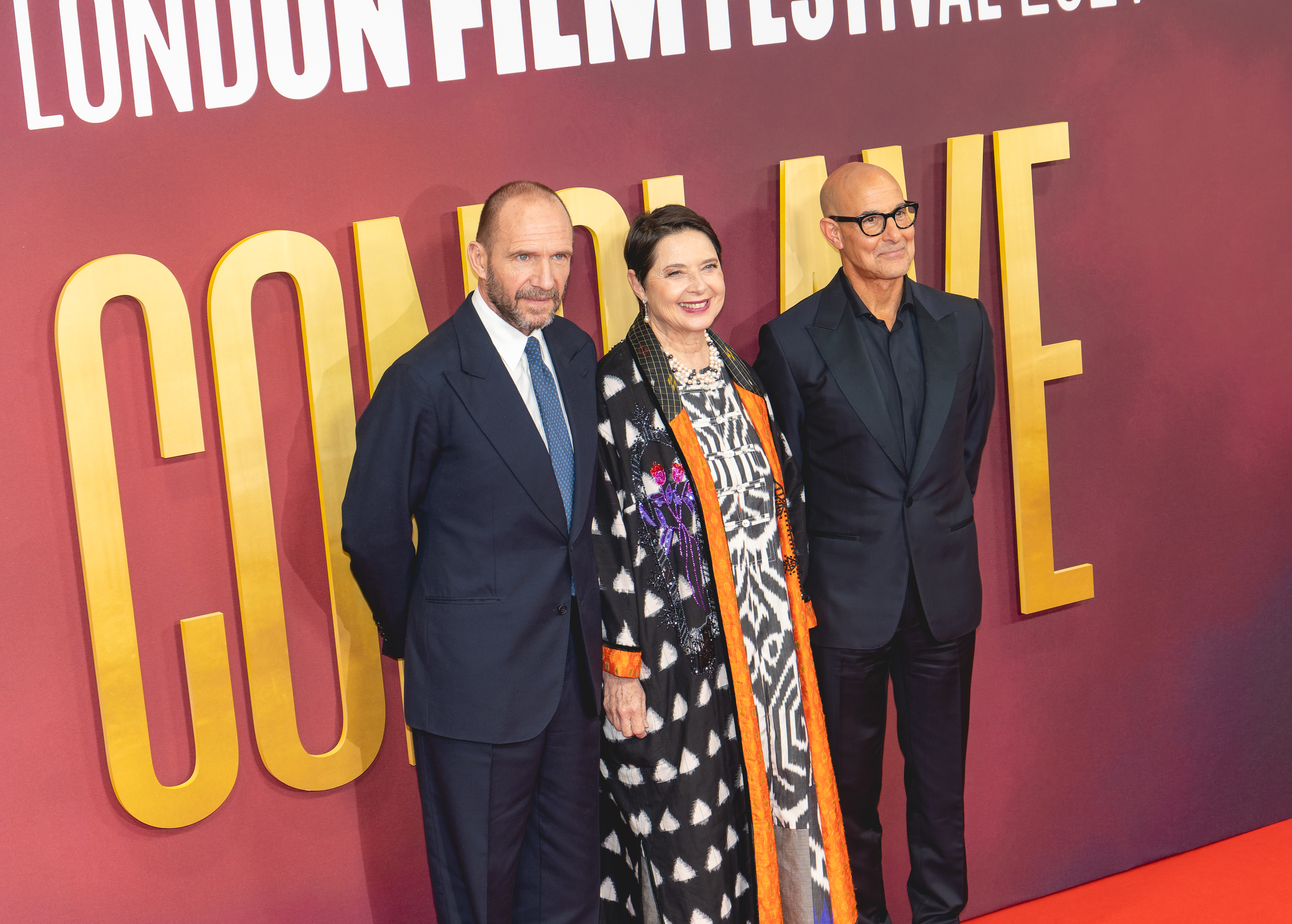
Ralph Fiennes, Isabella Rossellini y Stanley Tucci, en el Festival de Cine de Londres, en 2024.

- Sergio Castellitto como el cardenal Goffredo Tedesco
- Brían F. O'Byrne como monseñor Raymond O’Malley, asistente de Thomas Lawrence
- Merab Ninidze como el cardenal Sabbadin
- Thomas Loibl como el arzobispo Mandorff
- Jacek Koman como el arzobispo Janusz Woźniak

## Producción
En mayo de 2022 se anunció que Ralph Fiennes, John Lithgow, Stanley Tucci e Isabella Rossellini protagonizarían la película, con Edward Berger como director. Se anunció un casting adicional en enero de 2023 cuando comenzó la producción en Roma. También se anunció que el rodaje se realizaría en Cinecittà, previsto que concluya en marzo de ese año.

## Música
El compositor alemán Volker Bertelmann compuso la banda sonora de Cónclave, su quinta colaboración con Berger. En una entrevista con IndieWire, Bertelmann habló sobre el desarrollo de un sonido que no fuera «demasiado eclesiástico [ni] clásico», lo que llevó a la experimentación con instrumentos menos conocidos. Como resultado, gran parte de la partitura hace uso del Cristal Baschet, un cristalófono que se toca con las manos mojadas. Se utilizó un enfoque similar para la banda sonora de Bertelmann para Sin novedad en el frente (2022) de Berger, donde se utilizó un armonio.

## Estreno

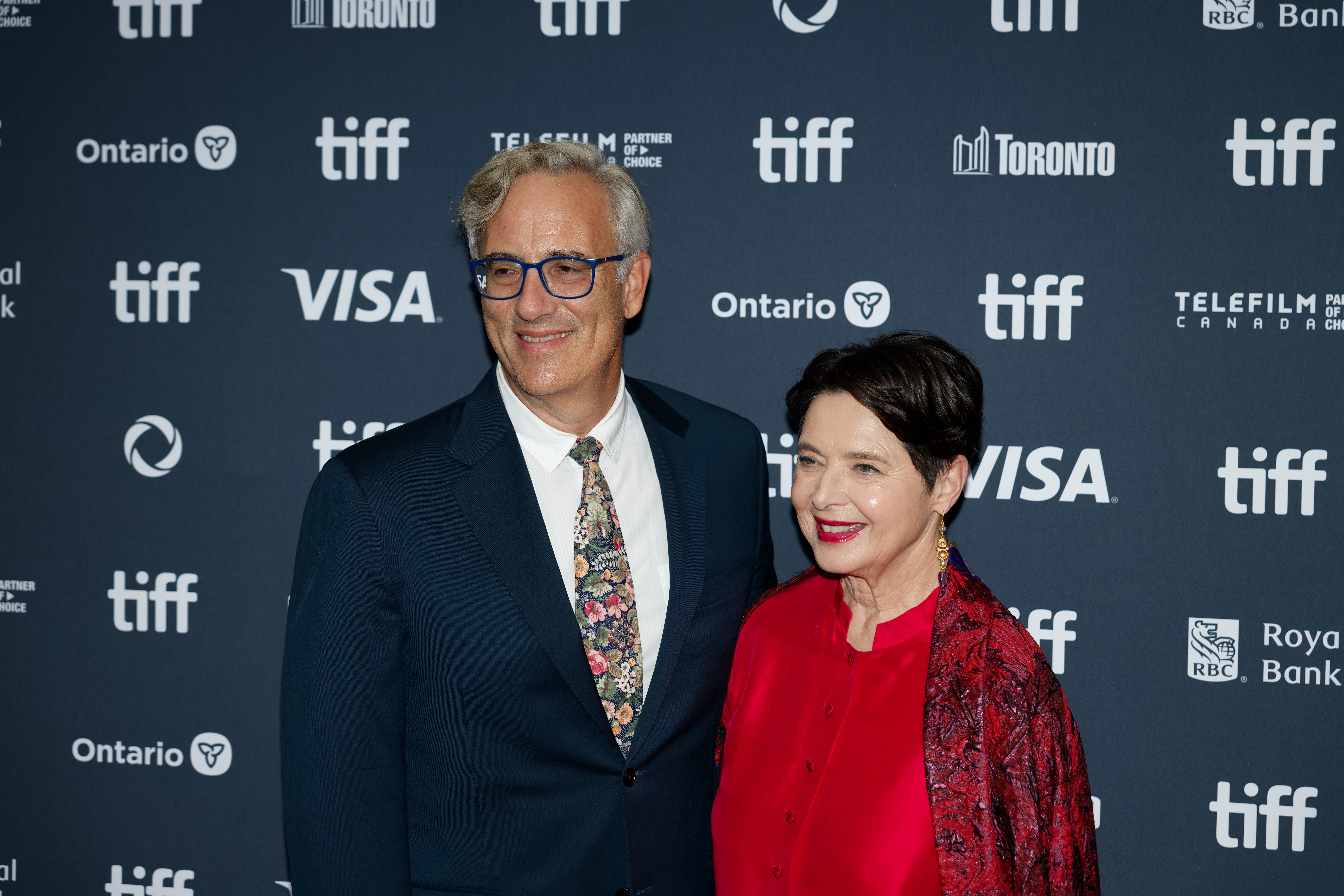
Michael Jackman e Isabella Rossellini durante el estreno de la película en el Festival de Cine de Toronto. Rossellini fue nominada en los Globos de Oro a la mejor actriz de reparto.

En agosto de 2022, se reveló que la recién fundada división de distribución británica de Black Bear Pictures había adquirido los derechos de distribución de la película en el Reino Unido de FilmNation Entertainment, lo que sirvió como una de sus primeras adquisiciones y estrenos inaugurales en el Reino Unido; La empresa Elevation Pictures de Black Bear también actúa como distribuidora canadiense.
En noviembre de 2023, Focus Features adquirió los derechos de distribución de la película en Estados Unidos. En julio de 2024, Cónclave se anunció como parte de la sección de Presentaciones Especiales del Festival Internacional de Cine de Toronto de 2024 programado para septiembre de 2024. La película se estrenó en los Estados Unidos en un estreno limitado en cines el 1 de noviembre de 2024, antes de expandirse a un estreno amplio la semana siguiente. Posteriormente se lanzó en el Reino Unido el 15 de noviembre.

## Recepción

### Premios y nominaciones
| Premio                             | Fecha                   | Categoría                                                                 | Nominado/a                                                                       | Resultado                        | Ref.   |
| ---------------------------------- | ----------------------- | ------------------------------------------------------------------------- | -------------------------------------------------------------------------------- | -------------------------------- | ------ |
| AACTA International Awards         | 7 de febrero de 2025    | Mejor Actor                                                               | Ralph Fiennes                                                                    | Ganador                          | [ 15 ] |
| AACTA International Awards         | 7 de febrero de 2025    | Mejor Actor de Reparto                                                    | Stanley Tucci                                                                    | Nominado                         | [ 15 ] |
| AACTA International Awards         | 7 de febrero de 2025    | Mejor Guion                                                               | Peter Straughan                                                                  | Nominado                         | [ 15 ] |
| AARP Movies for Grownups Awards    | 8 de febrero de 2025    | Mejor Película                                                            | Conclave                                                                         | Nominada                         | [ 16 ] |
| AARP Movies for Grownups Awards    | 8 de febrero de 2025    | Mejor Director                                                            | Edward Berger                                                                    | Nominado                         | [ 16 ] |
| AARP Movies for Grownups Awards    | 8 de febrero de 2025    | Mejor Director                                                            | Ralph Fiennes                                                                    | Nominada                         | [ 16 ] |
| AARP Movies for Grownups Awards    | 8 de febrero de 2025    | Mejor Actor de Reparto                                                    | Stanley Tucci                                                                    | Nominado                         | [ 16 ] |
| AARP Movies for Grownups Awards    | 8 de febrero de 2025    | Mejor Actriz de Reparto                                                   | Isabella Rossellini                                                              | Nominada                         | [ 16 ] |
| AARP Movies for Grownups Awards    | 8 de febrero de 2025    | Mejor Guion                                                               | Peter Straughan                                                                  | Nominado                         | [ 16 ] |
| Premios Óscar                      | 2 de marzo de 2025      | Mejor Película                                                            | Tessa Ross, Juliette Howell y Michael A. Jackman                                 | Nominada                         | [ 17 ] |
| Premios Óscar                      | 2 de marzo de 2025      | Mejor Actor                                                               | Ralph Fiennes                                                                    | Nominado                         | [ 17 ] |
| Premios Óscar                      | 2 de marzo de 2025      | Mejor Actriz de Reparto                                                   | Isabella Rossellini                                                              | Nominada                         | [ 17 ] |
| Premios Óscar                      | 2 de marzo de 2025      | Mejor Guion Adaptado                                                      | Peter Straughan                                                                  | Ganador                          | [ 17 ] |
| Premios Óscar                      | 2 de marzo de 2025      | Mejor Banda Sonora                                                        | Volker Bertelmann                                                                | Nominada                         | [ 17 ] |
| Premios Óscar                      | 2 de marzo de 2025      | Mejor Montaje                                                             | Nick Emerson                                                                     | Nominada                         | [ 17 ] |
| Premios Óscar                      | 2 de marzo de 2025      | Mejor Diseño de Producción                                                | Diseño: Suzie Davies Decorado: Cynthia Sleiter                                   | Nominada                         | [ 17 ] |
| Premios Óscar                      | 2 de marzo de 2025      | Mejor Diseño de Vestuario                                                 | Lisy Christl                                                                     | Nominada                         | [ 17 ] |
| Alliance of Women Film Journalists | 7 de enero de 2025      | Mejor Película                                                            | Conclave                                                                         | Nominada                         | [ 18 ] |
| Alliance of Women Film Journalists | 7 de enero de 2025      | Mejor Director                                                            | Edward Berger                                                                    | Nominado                         | [ 18 ] |
| Alliance of Women Film Journalists | 7 de enero de 2025      | Mejor Actor                                                               | Ralph Fiennes                                                                    | Nominado                         | [ 18 ] |
| Alliance of Women Film Journalists | 7 de enero de 2025      | Mejor Actor de Reparto                                                    | Stanley Tucci                                                                    | Ganador                          | [ 18 ] |
| Alliance of Women Film Journalists | 7 de enero de 2025      | Mejor Actriz de Reparto                                                   | Isabella Rossellini                                                              | Ganadora                         | [ 18 ] |
| Alliance of Women Film Journalists | 7 de enero de 2025      | Mejor Guion Adaptado                                                      | Peter Straughan                                                                  | Ganador                          | [ 18 ] |
| Alliance of Women Film Journalists | 7 de enero de 2025      | Mejor Fotografía                                                          | Stéphane Fontaine                                                                | Nominada                         | [ 18 ] |
| Alliance of Women Film Journalists | 7 de enero de 2025      | Mejor Montaje                                                             | Nick Emerson                                                                     | Nominado                         | [ 18 ] |
| Alliance of Women Film Journalists | 7 de enero de 2025      | Mejor Reparto y Director de Casting                                       | Conclave                                                                         | Ganadora                         | [ 18 ] |
| American Cinema Editors Awards     | 14 de marzo de 2025     | Mejor Película Editada (Drama)                                            | Nick Emerson                                                                     | Pendiente                        | [ 19 ] |
| Artios Awards                      | 12 de febrero se 2025   | Logro destacado en casting: largometraje o película independiente (drama) | Nina Gold, Martin Ware, Francesco Vedovati, Barbara Giordani                     | Ganadores                        | [ 20 ] |
| Premios BAFTA                      | 16 de febrero de 2025   | Mejor Película                                                            | Alice Dawson, Robert Harris, Juliette Howell, Michael Jackman y Tessa Ross       | Ganadores                        | [ 21 ] |
| Premios BAFTA                      | 16 de febrero de 2025   | Mejor Director                                                            | Edward Berger                                                                    | Nominado                         | [ 21 ] |
| Premios BAFTA                      | 16 de febrero de 2025   | Mejor Actor                                                               | Ralph Fiennes                                                                    | Nominado                         | [ 21 ] |
| Premios BAFTA                      | 16 de febrero de 2025   | Mejor Actriz de Reparto                                                   | Isabella Rossellini                                                              | Nominada                         | [ 21 ] |
| Premios BAFTA                      | 16 de febrero de 2025   | Mejor Guion Adaptado                                                      | Peter Straughan                                                                  | Ganador                          | [ 21 ] |
| Premios BAFTA                      | 16 de febrero de 2025   | Mejor Casting                                                             | Nina Gold y Martin Ware                                                          | Nominados                        | [ 21 ] |
| Premios BAFTA                      | 16 de febrero de 2025   | Mejor Banda Sonora                                                        | Volker Bertelmann                                                                | Nominado                         | [ 21 ] |
| Premios BAFTA                      | 16 de febrero de 2025   | Mejor Fotografía                                                          | Stéphane Fontaine                                                                | Nominada                         | [ 21 ] |
| Premios BAFTA                      | 16 de febrero de 2025   | Mejor Diseño de Vestuario                                                 | Lisy Christl                                                                     | Nominada                         | [ 21 ] |
| Premios BAFTA                      | 16 de febrero de 2025   | Mejor Montaje                                                             | Nick Emerson                                                                     | Ganador                          | [ 21 ] |
| Premios BAFTA                      | 16 de febrero de 2025   | Mejor Diseño de Producción                                                | Suzie Davies y Cynthia Sleiter                                                   | Nominados                        | [ 21 ] |
| Premios BAFTA                      | 16 de febrero de 2025   | Mejor Película Británica                                                  | Edward Berger, Tessa Ross, Juliette Howell, Michael A. Jackman y Peter Straughan | Ganadores                        | [ 21 ] |
| Camerimage                         | 23 de noviembre de 2024 | Rana de Oro                                                               | Stéphane Fontaine                                                                | Nominada                         | [ 22 ] |
| Chicago Film Critics Association   | 12 de diciembre de 2024 | Mejor Actor                                                               | Ralph Fiennes                                                                    | Nominado                         | [ 23 ] |
| Chicago Film Critics Association   | 12 de diciembre de 2024 | Mejor Guion Adaptado                                                      | Peter Straughan                                                                  | Nominado                         | [ 23 ] |
| Costume Designers Guild Awards     | 6 de febrero de 2025    | Excelencia en película contemporánea                                      | Lisy Christl                                                                     | Ganadora                         | [ 24 ] |
| Critics' Choice Movie Awards       | 7 de febrero de 2025    | Mejor Película                                                            | Conclave                                                                         | Nominada                         | [ 25 ] |
| Critics' Choice Movie Awards       | 7 de febrero de 2025    | Mejor Director                                                            | Edward Berger                                                                    | Nominado                         | [ 25 ] |
| Critics' Choice Movie Awards       | 7 de febrero de 2025    | Mejor Actor                                                               | Ralph Fiennes                                                                    | Nominado                         | [ 25 ] |
| Critics' Choice Movie Awards       | 7 de febrero de 2025    | Mejor Actir de Reparto                                                    | Isabella Rossellini                                                              | Nominada                         | [ 25 ] |
| Critics' Choice Movie Awards       | 7 de febrero de 2025    | Mejor Reparto                                                             | Conclave                                                                         | Ganadores                        | [ 25 ] |
| Critics' Choice Movie Awards       | 7 de febrero de 2025    | Mejor Guion Adaptado                                                      | Peter Straughan                                                                  | Ganador                          | [ 25 ] |
| Critics' Choice Movie Awards       | 7 de febrero de 2025    | Mejor Banda Sonora                                                        | Volker Bertelmann                                                                | Nominado                         | [ 25 ] |
| Critics' Choice Movie Awards       | 7 de febrero de 2025    | Mejor Fotografía                                                          | Stéphane Fontaine                                                                | Nominada                         | [ 25 ] |
| Critics' Choice Movie Awards       | 7 de febrero de 2025    | Mejor Vestuario                                                           | Lisy Christl                                                                     | Nominada                         | [ 25 ] |
| Critics' Choice Movie Awards       | 7 de febrero de 2025    | [Mejor Montaje                                                            | Nick Emerson                                                                     | Nominado                         | [ 25 ] |
| Critics' Choice Movie Awards       | 7 de febrero de 2025    | Mejor Diseño de Producción                                                | Suzie Davies                                                                     | Nominada                         | [ 25 ] |
| European Film Awards               | 7 de diciembre de 2024  | Mejor Actor Europeo                                                       | Ralph Fiennes                                                                    | Nominado                         | [ 26 ] |
| Premios Globos de Oro              | 5 de enero de 2025      | Mejor Película – Drama                                                    | Conclave                                                                         | Nominada                         | [ 27 ] |
| Premios Globos de Oro              | 5 de enero de 2025      | Mejor Actor – Drama                                                       | Ralph Fiennes                                                                    | Nominado                         | [ 27 ] |
| Premios Globos de Oro              | 5 de enero de 2025      | Mejor Actriz de Reparto                                                   | Isabella Rossellini                                                              | Nominada                         | [ 27 ] |
| Premios Globos de Oro              | 5 de enero de 2025      | Mejor Director                                                            | Edward Berger                                                                    | Nominado                         | [ 27 ] |
| Premios Globos de Oro              | 5 de enero de 2025      | Mejor Guion                                                               | Peter Straughan                                                                  | Ganador                          | [ 27 ] |
| Premios Globos de Oro              | 5 de enero de 2025      | Mejor Banda Sonora                                                        | Volker Bertelmann                                                                | Nominado                         | [ 27 ] |
| Hollywood Music in Media Awards    | 20 de noviembre de 2024 | Mejor Banda Sonora                                                        | Volker Bertelmann                                                                | Nominado                         | [ 28 ] |
| Mill Valley Film Festival          | 16 de octubre de 2024   | Audiencia general favorita                                                | Conclave                                                                         | Ganador                          | [ 29 ] |
| National Board of Review           | 4 de diciembre de 2024  | Top 10 Películas                                                          | Conclave                                                                         | Ganadora junto a otras películas | [ 30 ] |
| National Board of Review           | 4 de diciembre de 2024  | Mejor Reparto                                                             | Conclave                                                                         | Ganadores                        | [ 30 ] |
| Screen Actors Guild Awards         | 23 de febrero de 2025   | Mejor actor en un papel principal                                         | Ralph Fiennes                                                                    | Nominado                         | [ 31 ] |
| Screen Actors Guild Awards         | 23 de febrero de 2025   | Mejor elenco en una película                                              | Cónclave                                                                         | Ganadora                         | [ 31 ] |